# 第四十三届超级碗
第四十三屆超級碗（英語：Super Bowl XLIII）是美国全国橄榄球联盟（NFL）第四十三屆总冠军賽，由美国联合会（AFC）冠军匹兹堡钢人对阵全国联合会（NFC）冠军亚利桑那红雀。其中亚利桑那红雀是建队以来第一次打入超级碗。比赛于美国东部标准时间2009年2月1日晚上6时32分在佛罗里达州坦帕举行，最终匹兹堡钢人战胜了亚利桑那红雀，夺得超级碗。在美国境内，NBC负责了现场直播，而赛后的调查显示，本届超级碗的受关注程度超过了上一届，创下了超级碗历史上的收视率记录。

## 参赛球队

### 匹兹堡钢人
2008年是匹兹堡钢人36岁主教练汤姆林上任的第一年，在整个常规赛中钢人队表现出色，取得了12胜4负的成绩，尤其是球队的防守非常突出。钢人队是全联盟中失分最低（平均每场13.9分）、被对手进攻码数最少（平均每场237.2码）的球队，同时还以51次擒杀在四分卫擒杀次数排行榜上名列第二。另外该队的赛程也非常艰苦，常规赛中钢人队与AFC除迈阿密海豚外的另外所有四支季后赛球队均有交手，同时还要面对第四十二届超级碗的两支参赛球队纽约巨人和新英格兰爱国者的挑战。在与这些对手的比赛中，钢人的防守起到了关键的作用，在进攻表现一般的情况下，球队依然取得了4胜3负的不错成绩。最终球队提前两周获得了AFC北区冠军，同时以AFC二号种子的身份晋级季后赛。
由于位列AFC常规赛第二号种子，钢人在季后赛的第一轮轮空，同时因为一号种子田纳西泰坦败给了巴尔的摩乌鸦，所以钢人在分区赛和联会赛中连续占据主场优势，最终他们战胜了圣地牙哥电光和巴尔的摩乌鸦，夺取了AFC冠军，进军超级碗。

### 亚利桑那红雀
亚利桑那红雀并不是NFL的强队，他们上一次晋级季后赛还是在1998年，而在此之前的1983年至1997年间，红雀队一直都没有获得参加季后赛的资格。本赛季红雀队常规赛的表现也是差强人意，球队虽然以9胜7负取得NFC西区冠军，成为季后赛NFC第四号种子，但是该队的胜率却是NFL所有参加季后赛的十二支球队中最低的（0.563），而仅有的1个净胜分在十二支球队中也排在最后。但是值得一提的是红雀队的进攻发挥不错，总得分（平均每场26.7分）和进攻总码数（平均每场365.8码）都位列全联盟第四位，而球队的传球码数达到了平均每场292.1码，名列NFL第二名，可以说球队全明星四分卫科特·华纳起到了重要的作用。
季后赛中，红雀先在主场战胜了亚特兰大猎鹰，继而客场击败卡罗来那黑豹，最后回到主场战胜了费城老鹰，得到了球队历史上第一个联会冠军，同时也首次晋级超级碗。

## 比赛过程
由于匹兹堡钢人的常规赛成绩以及历史记录都好于亚利桑那红雀，所以大多数预测都认为钢人能够最终取胜，然而比赛的过程却是一波三折。匹兹堡钢人在前两节的比赛中占据了一定优势，其中上半时结束前，钢人队安全卫詹姆斯·哈里森成功抄截红雀队四分卫传球，进而回攻100码完成达阵，创造了超级碗的历史记录。双方在第三节比赛中逐渐成胶着状态，但是由于上半场奠定的明显优势，匹兹堡钢人依旧在第三节比赛结束时领先对手达13分之多。不过亚利桑那红雀在第四节比赛中突然发力，通过两次达阵和一个安全球连得16分，将比分反超。然而就如同第四十二届超级碗最后时刻反败为胜的纽约巨人一样，匹兹堡钢人在全场比赛结束前35秒完成达阵，再次获得领先优势，并最终以27比23捧起球队历史上第六个超级碗，钢人队也由此成为NFL历史上夺得超级碗次数最多的球队。
赛后，在最后时刻为匹兹堡钢人取得关键达阵的外接手桑托尼奥·霍尔姆斯获得了本届超级碗最有价值球员的称号，他在比赛中完成了9次接球共计131码。

## 表演嘉賓

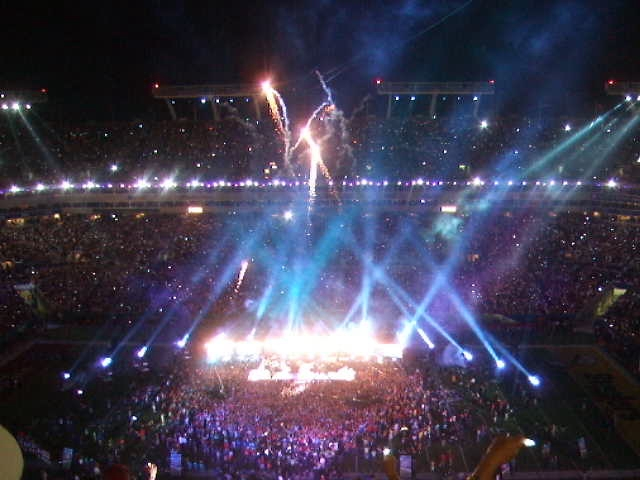

本届超级碗邀请了布鲁斯·斯普林斯汀和E街乐队参加表演。表演持续了12分钟，一共演唱了四首歌曲，分别是《为跑而生》（Born to Run）、《冰封第十大道》（Tenth Avenue Freeze Out）、《为梦而作》（Working On A Dream）以及《光荣岁月》（Glory Days）。

## 花絮
尽管出生在夏威夷并且长期生活在伊利诺伊州，美国总统巴拉克·奥巴马在赛前就宣称自己支持匹兹堡钢人队。在比赛进行时，奥巴马总统还邀请多位众、参两院议员前往白宫收看超级碗的现场直播。在比赛结束一天以后，他还特意致电红雀队主教练祝贺该队所取得的成绩，同时表示红雀队的表现令人印象深刻。

## 收视率以及电视转播

### 收视率
美国国内负责转播今年比赛的是NBC，在比赛结束后尼尔森调查机构所公布的一份报告中显示，美国本土一共有9540万观众通过电视收看了全场比赛，而有超过1亿观众观看了东部时间晚上9点半到10点之间的比赛。该份报告称本届超级碗的收视率仅次于上一届，位列超级碗收视排行榜第二，同时在全美电视节目收视率历史排名中处在第三位。
然而由于没有考虑通过互联网收看比赛的观众，尼尔森于2月5日对第一份报告进行了紧急修正，修正后的报告指出本届超级碗一共有9870万观众收看了全场比赛，超过了上一届，从而成为超级碗历史上收视率最高的一届，同时本届比赛也在全美电视节目收视率历史排名中上升到第二位。

### 电视转播
美洲
- 美国NBC
- 加拿大CTV（英語）、RDS（法語）
- 墨西哥Televisa及TV Azteca
- 巴西ESPN Brasil
- 其他南美洲國家：ESPN拉丁美洲頻道。

歐洲
- 英国Sky Sports及BBC One。
- 奥地利ORF
- 德国德國電視一台
- 丹麦TV3
- 葡萄牙Sport TV

亞洲
- 中国CCTV-5、廣東電視台體育頻道、上海電視台體育頻道、東方衛視
- 香港now Sports
- 日本NTV
- SBS
- 臺灣緯來體育台

大洋洲
- ESPN